# 白無垢

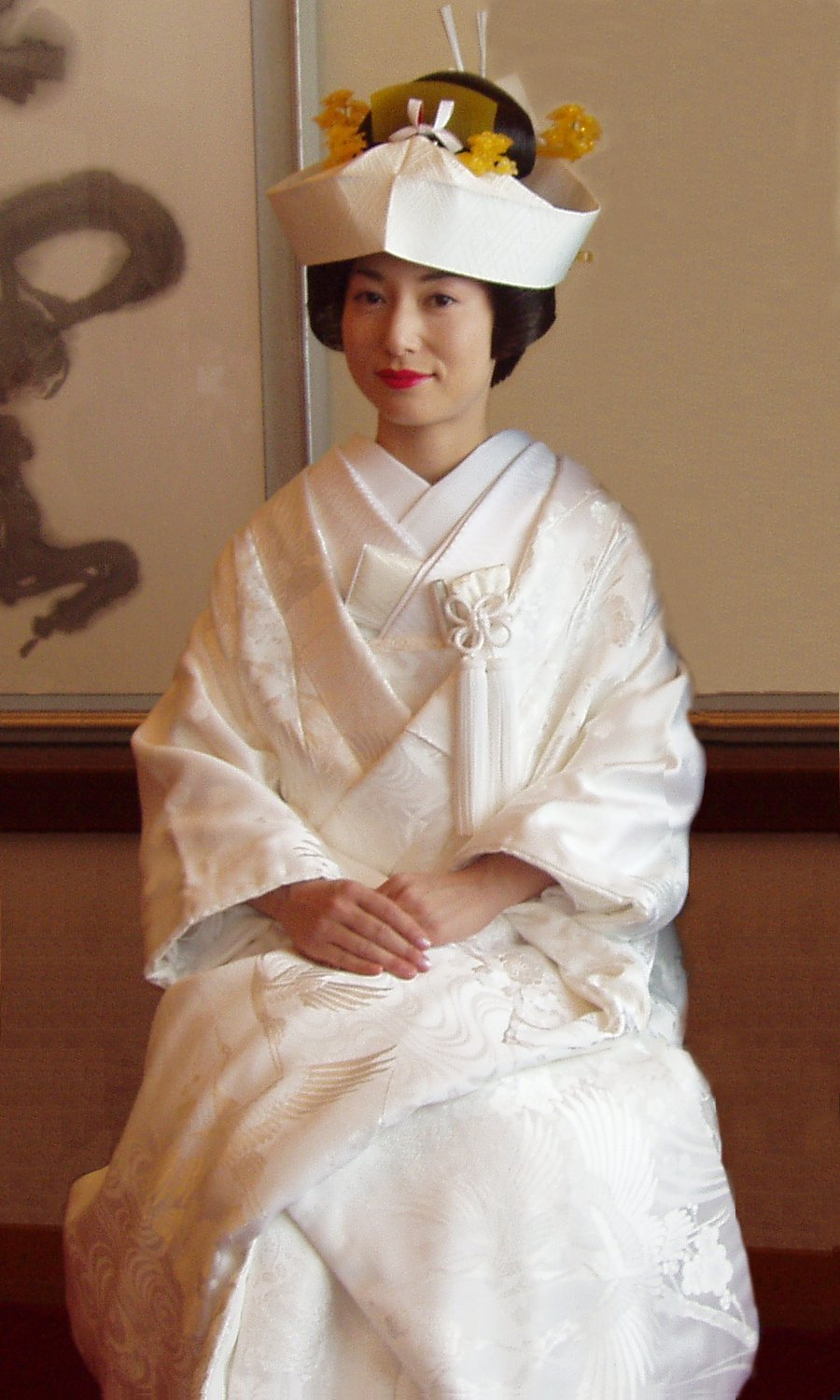
白無垢

白無垢（日语：／ Shiromuku），是表裹完全純白色的和服。在古代日本，白色是神聖颜色。室町時代末期至江戶時代，生產、葬礼、切腹也穿這種和服。明治以後，神道的結婚儀式期間，女方也穿這種和服做為新娘服。

## 白無垢由来
室町時代(1336年－1573年)傳承下來的傳統服裝， 從室町時代起開始，是上級武士家庭的結婚禮服。也是富有歷史的日本傳統衣裳。
從平安時代(約西元794年)的朝廷開始，純白就成為一種被尊敬的顏色，古代的日本，白色又象徵太陽的顏色，也是神聖的顏色。另外也為清淨純潔無垢的顏色，推測由於預表沒有被汙染的心，可以染上任何家庭的傳統規則，所以白色被選擇在婚禮新娘衣裳上。

## 與一般和服的不同
除了看得見的地方以外，還有許多看不見的部分也都統一使用白色是最大的特徵及差異。 →從下着(內衣)、長襦袢(裡衣)、掛下(穿在打掛裡面)、帶(腰帶)、帯揚(腰帶的佩件之一)、抱帶(腰帶的佩件之一)、帶締(腰帶的綁帶)、懐剣、末廣(扇子)、草履等。
不過近幾年，不只有純白色，還有在衣服的底邊及領口加上紅色的邊條的款式也非常有人氣。

## 穿著的時候講究、規定
新娘的話，會將領口開寬一些，若是振袖則穿的時候領口不須開太大，半領也比平常開更大的空間。
新娘的腰帶會在比較高的位置，與其他和服不同的地方在於穿著的時候會拖在地上，行走的時候以右手提起衣擺移動，而打掛因為比較重，所以在婚禮外景攝影等需往外去的時候，會事先將衣擺以繩子等專用工具提起，這叫做「おからげ(OKaRaGe)」。

## 著裝需要時間
一般來說，專業的和服着裝師在協助穿著浴衣時約需15分鐘，振袖則約30分鐘，而為了將終生大事的婚禮衣裳完美的穿在新娘子身上，需仔細的修正體型，所以約需40分鐘的時間。
和服著裝完成時必須呈現柱狀(也就是沒有任何的凹凸、腰身)，而為了修飾原先有線條的身型，必須以棉布、毛巾、手巾來填補空間，這樣的作業內容並無一致性，會依不同體型需要不同的填補作業、時間，也是專業著裝師的技能發揮、展現之處，因此會較耗費時間。
白無垢是一種在看不到的地方下很多工夫的婚禮衣裳。

## 白無垢的衣裳每一個零件

### 打掛
穿在最外層的和服。白無垢的話會穿著白色的所以稱為「白打掛」。

### 掛下
穿在打掛下面的振袖。

### 腰帶
會使用最高級的「丸帶」，另外會加上裝飾(點綴用)的抱帶(較細的腰帶)，沿著腰帶的下圍繫在腰上，原先抱帶是為了將較長的衣擺上提而用的。

### 綿帽子
據說原先是拿來禦寒用，曾幾何時開始出現在婚禮場合。近年來，綿帽的造型款式從似帆船型漸漸的換成了圓形。

等同西式婚禮的面紗，婚禮完前不見新郎以外男性，一生相守之意。

### 角隠
角隱在任何和服禮服(色打掛、引き振袖)都適合配戴。

有收起任性，做一个從夫家的好妻子的意思。

### 髮叉
據說附有為了婆媳關係可以祥和的含義，希望新娘往後就算被婆婆唸也要像烏龜將頭縮進殼裡一樣，將自己的意見先吞下。

### 末廣
扇子的一種。(可是不會打開使用)末廣的意思是，一條路雖然前段較狹小，可是末端寬廣越來越好走，祝福新娘的婚姻越走越幸福，所以被稱為末廣。 攝影的時候會將末廣視為小物打開攝影。

### 筥迫
也就是現在的化妝包，據說前人都是將懐紙、白粉等化妝道具放在裡面，現在則是當成搶眼的裝飾品的一環。

### 懐劍
武士家的女性防身用的短劍，這樣的風俗習慣成為一種服裝禮儀，在婚禮衣裳來說，就像是飾品一樣有點綴的效果。

## 關於白無垢的有名傳說
白色代表新娘的決心：「從今以後可以染上丈夫的顏色」。 婚禮小物的「懐劍」為武士家的婚禮習慣，表示新娘的心境：「即便是女人，在危急時也有能力自我保護」
「角隱」則有許多解釋：
- 除了丈夫以外不讓其他人看到臉。
- 由於女性很容易吃醋，所以當忌妒由心衍生就會長角變成「鬼」（日本民俗裡的妖怪），為了避免新娘有一天變成鬼而需要配戴「角隱」。此說法較有名[1]。